# Gouves (Francia)
Gouves è un comune francese di 192 abitanti situato nel dipartimento del Passo di Calais nella regione dell'Alta Francia.
Il territorio comunale è bagnato dalle acque del fiume Gy.

## Società

### Evoluzione demografica
Abitanti censiti